# A kölyök (film, 2000)
A kölyök (eredeti cím: The Kid) Bruce Willis főszereplésével készült 2000-es amerikai filmvígjáték. A filmet Jon Turteltaub rendezte, további szerepekben Spencer Breslin, Emily Mortimer, Lily Tomlin és Chi McBride láthatók.
A Walt Disney Pictures produkciója, a film bemutatója 2000 nyarán volt az Amerikai Egyesült Államokban. Magyarországon 2000. szeptember 28-án került a mozikba, egy hónappal a Bérgyilkos a szomszédom bemutatóját követően, amelyben szintén Bruce Willis látható a főszerepben.

## Cselekmény
|  | Alább a cselekmény részletei következnek! |

Russell Duritz magának való, egyedülálló imázstanácsadó, aki meglehetősen szókimondó, modortalan, sem a munkaadói sem az ügyfelei nem kedvelik. Családi háttere frusztrált, rokonaival nem szívesen tartja a kapcsolatot. A negyvenedik születésnapján váratlan látogató toppan be hozzá: Rusty Dutiz, egy alacsony, köpcös, nyolcéves kisfiú, aki azt állítja, hogy ő hősünk gyermekkori énje. Rusty elképedve látja, mivé vált felnőtt személye: nincs se felesége, se kutyája, s még csak nem is pilóta. Kezdetben nehezen birkóznak meg egymással, Russ a munkájával szeretne foglalkozni, s a dolgok csak bonyolódnak, mikor titkárnője, Amy is megtudja a kisfiú kilétét. Végül, hogy Rusty visszajuthasson oda, ahonnan jött, a két Russnak ki kell találnia, mi az az elfeledett esemény, amit helyre kell hozniuk közös erővel. Eközben Russ felfedezi, hogy e kölyök segítségével talán nemcsak a múltját, de az elkövetkezendő jövőjét is megváltoztathatja.
|  | Itt a vége a cselekmény részletezésének! |

## Szereplők
| Szereplő        | Színész         | Magyar hang     |
| --------------- | --------------- | --------------- |
| Russell Duritz  | Bruce Willis    | Szakácsi Sándor |
| Rusty Duritz    | Spencer Breslin | Baradlay Viktor |
| Amy             | Emily Mortimer  | Détár Enikő     |
| Janet           | Lily Tomlin     | Földi Teri      |
| Kenny           | Chi McBride     | Bognár Tamás    |
| Deirdre Lefever | Jean Smart      | Tallós Rita     |

## Fogadtatás
A film közepes kritikákat kapott, a Rotten Tomatoes oldalán kereken 50%-on áll értékelése. A USA Today munkatársa szerint „Ez a fantasy-vígjáték a bennünk rejlő gyerek megleléséről pofáraesés.” Ezzel szemben A.O. Scott a The New York Times-tól pozitív véleménnyel volt róla: „A kölyöknek tulajdonképpen szörnyűnek kellene lennie. Nem kis meglepetésre, gyakran szárnyal a 'nem rossz' magasságaiba.” Összességében túl édeskésnek találták, üzenetét pedig idegesítően egyszerűnek.

### Mozibevételek
A 2000. július 7-én mozikba került film negyedik helyen nyitott 12,7 millió dollárral, s a nyári időzítésnek köszönhetően az erős hétköznapok és a lassú érdeklődéscsökkenés végül közel 70 millió dollárhoz segítette a 65 milliós költségvetésű filmet. Ez több, mint 12 millióval több, mint Willis másik 2000-es vígjátéka, a Bérgyilkos a szomszédom bevétele.
A világ többi részén további 40 millióra tett szert a film, így összbevétele meghaladja a 110 millió dollárt.

## Díjak és jelölések
A fiatal Russt játszó Spencer Breslin elnyerte a tízéves vagy alacsonyabb életkorú fiatal színésznek járó Young Artist Awardot 2001-ben. Jelölték még a filmet vígjáték kategóriában, illetve Breslin Szaturnusz-díj-jelölést is kiérdemelt.

## Érdekesség
Mivel létezik egy Charles Chaplin film, aminek ugyancsak A kölyök a címe (The Kid, 1921), ezt a filmet megkülönböztetésül Bruce Willis: A kölyök vagy Disney: A kölyök címen is említik.